# Pokvarenjak
Pokvarenjak je jugoslovenski dramski film reditelja Slobodana Ž. Jovanovića u produkciji Radio Televizije Srbije iz 1994. godine u trajanju od 68 minuta.

## Sadržaj
Izborom iz romana Čarlsa Henria Bukovskog, jednog od najvećih pisaca 20. veka, često nazivanog i „lascivni Dostojevski savremenog doba“ reditelj je dočarao život ovog proroka i kritičara sumornog novog poretka koji je postao više od direktnog svedoka kraja veka. To je priča o usamljenom čoveku, umetniku u borbi za pravo izbora koje mu ovo novo vreme osporava te tako kao jedina sloboda ostaje odbijanje čoveka da stvarnost podnosi trezan.

## Uloge
| Glumac          | Uloga          |
| Branislav Lečić | Čarls Bukovski |
| Ana Sofrenović  | muza koja peva |

## Spoljašnje veze
- Pokvarenjak на веб-сајту  (језик: енглески)
- Pokvarenjak (film) на веб-сајту